# Ilhas do Duque de Gloucester

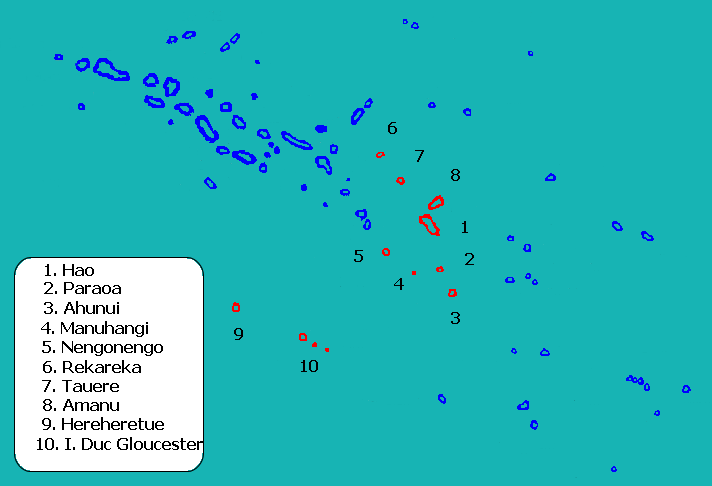
Localização da comuna de Hao no Arquipélago de Tuamotu. As Ilhas do Duque de Gloucester estão marcadas com o número 10.

As Ilhas do Duque de Gloucester (em francês Îles du Duc de Gloucester) são um grupo de quatro atóis de Tuamotu, na Polinésia Francesa. Estão situadas numa posição longínqua, a sudoeste do arquipélago, a 480 quilómetros a sudeste do Taiti, a ilha mais próxima é a Héréhérétué.
Os quatro atóis são:
- Anuanuraro
- Anuanurunga
- Héréhérétué
- Nukutepipi

## Administração
Administrativamente as Ilhas do Duque de Gloucester pertencem à comuna de Héréhérétué, que está associada à comuna de Hao.

## História
As ilhas foram descobertas em 1767, pelo inglês Philip Carteret.